# Romanza final (Gayarre)
Romanza final (Gayarre) es una película española de 1986 dirigida por José María Forqué.

## Argumento
Es una biografía de Julián Gayarre (1844–1890), uno de los mejores tenores de todos los tiempos: infancia, formación, amor y triunfos.

## Reparto
| Actor                | Personaje      |
| -------------------- | -------------- |
| José Carreras        | Julián Gayarre |
| Sydne Rome           | Alicia         |
| Antonio Ferrandis    |                |
| Susana Campos        |                |
| Montserrat Caballé   |                |
| Aitana Sánchez-Gijón |                |

## Comentarios
Participan dos cantantes de lujo españoles, como son José Carreras y Montserrat Caballé. 
En 1959 Alfredo Kraus había dado vida al tenor en otra película: Gayarre.

## Premios
- Nominada al Premio Goya a la mejor dirección artística (1987).[1]